# R ротунда
Ꝛ, ꝛ (R ротунда) — буква расширенной латиницы, вариант буквы R, использовавшийся в средневековых рукописях и печатных книгах до XVI века. Также используется медиевалистами в различных исследованиях средневековых работ на средневаллийском и древнескандинавском языках начиная с XIX века.

## Использование
В каролингском минускуле R ротунда имела форму маленькой цифры 2 или капительной R без левого штамба и в основном использовалась после букв с овалами или полуовалами.
В рукописях на средневаллийском языке она также использовалась как вариант R после букв с овалами или полуовалами, но не только в этих случаях.